# Gugh
Gugh (Keow en cornique) est une île de l'archipel des Sorlingues, au sud-ouest de l'Angleterre.
Un banc de sable la relie à marée basse à l'île voisine de St Agnes. Avec trois habitants (2001), Gugh est la moins peuplée des six îles habitées des Sorlingues.

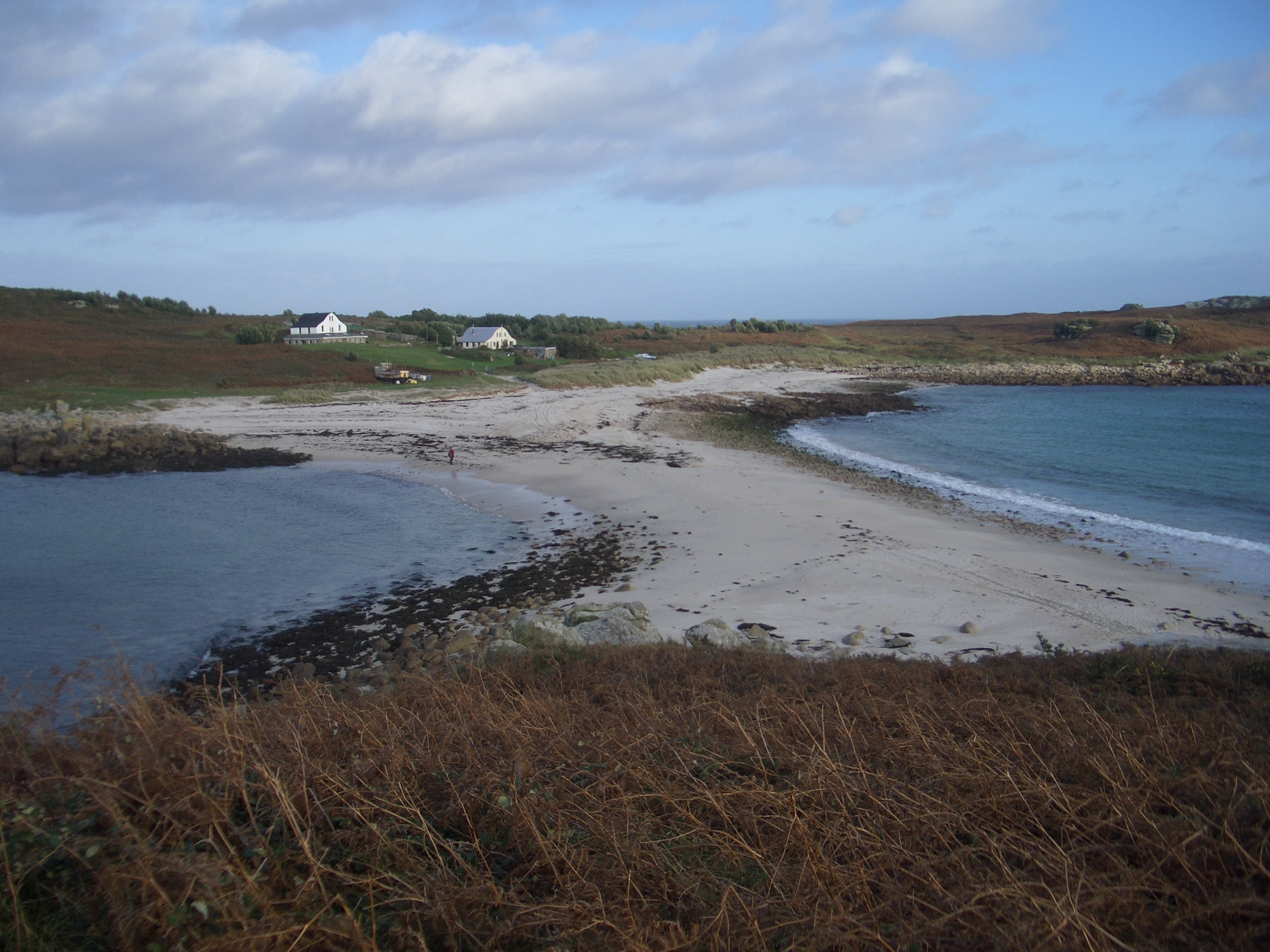
Le banc de sable entre Gugh et St. Agnes.